# Oedipina cyclocauda
Espèce
Statut de conservation UICN

 NT  : Quasi menacé
Oedipina cyclocauda est une espèce d'urodèles de la famille des Plethodontidae.

## Répartition
Cette espèce est endémique de l'Amérique centrale. Elle se rencontre jusqu'à 1 780 m d'altitude :
- dans le nord-est du Panamá ;
- sur le versant Atlantique du Costa Rica ;
- sur le versant Atlantique du Nicaragua ;
- sur le versant Atlantique du Honduras.

## Publication originale
- Taylor, 1952 : The salamanders and caecilians of Costa Rica. University of Kansas Science Bulletin, vol. 34, no 2, p. 695-791 (texte intégral).